# Denpa teki na Kanojo
Denpa teki na Kanojo (яп. 電波的な彼女 Дэмпа-тэки на Канодзё) — ранобэ Катаямы Кэнтаро, выходящее с 2004 года. В 2009 году начала выходить аниме-адаптация режиссёра Мамору Камбэ.

## Сюжет
Школьного драчуна, Дзю Дзюдзаву просит о встрече Амэ Отибана. Она утверждает, что в прошлой жизни Дзю был королём, а Амэ — его верным слугой. И теперь она желает продолжить служение своему господину. Несмотря на то что Дзю считает Амэ сумасшедшей, та продолжает преследовать Дзю и в итоге, в благодарность за спасение, получает разрешение остаться рядом со своим господином. Вместе Амэ и Дзю приходится расследовать таинственные происшествия, происходящие в их городе.

## Персонажи
Дзю Дзюдзава (яп. 柔沢ジュウ Дзю:дзава Дзю:) — главный персонаж. Хорошо дерётся, игнорирует школьные правила и до встречи с Амэ всегда был один. Изначально считая Амэ сумасшедшей, он подозревал, что именно Амэ является таинственным маньяком, убивающим людей. Но так как Амэ не только оказалась невиновна, но и спасла Дзю от настоящего маньяка, тот в благодарность разрешил ей остаться вместе с ним.
Сэйю: Ёсимаса Хосоя
Амэ Отибана (яп. 堕花雨 Отибана Амэ) — главная героиня. Считает, что Дзю в прошлой жизни был королём, а Амэ — его слугой, и теперь она должна продолжать служение своему господину. Ввиду этого, всеми считается сумасшедшей. Так как Дзю является её господином, Амэ везде сопровождает его и при необходимости защищает. Она прекрасно понимает психологию преступников, с которыми ей и Дзю приходится сталкиваться и фактически, именно Амэ проводит все расследования.
Сэйю: Рё Хирохаси
Хикару Отибана (яп. 堕花光 Отибана Хикару) — сестра Амэ. Изначально полагала, что Дзю хочет воспользоваться безумием Амэ, но потом изменила своё мнение.
Сэйю: Кодзуэ Ёсидзуми

## Ранобэ
Ранобэ было написано Кэнтаро Катаямой и проиллюстрировано Ямато Ямамото. Все тома издавались под маркой Super Dash Bunko и выходили с 22 сентября 2004 года по 22 июля 2005 года. На 2023 год серия так и остается незавершённой.
| № | Заглавие                                                                       | Дата публикации       | ISBN               |
| - | ------------------------------------------------------------------------------ | --------------------- | ------------------ |
| 1 | Дэмпа-тэки на Канодзё (電波的な彼女)                                           | 22 сентября 2004 года | ISBN 4-08-630206-3 |
| 2 | Дэмпа-тэки на Канодзё 〜Орокамоно но Сэнтаку〜 (電波的な彼女 〜愚か者の選択〜) | 25 марта 2005 года    | ISBN 4-08-630230-6 |
| 3 | Дэмпа-тэки на Канодзё 〜Ко:фуку Гэ:му〜 (電波的な彼女 〜幸福ゲーム〜)          | 22 июля 2005 года     | ISBN 4-08-630247-0 |

## OVA
| № серии | Название                                                                | Дата выпуска        |
| ------- | ----------------------------------------------------------------------- | ------------------- |
| 1       | «Дэмпа-тэки на Канодзё» (電波的な彼女)                                  | 1 мая 2009 года     |
| 2       | «Дэмпа-тэки на Канодзё 〜Ко:фуку Гэ:му〜» (電波的な彼女 〜幸福ゲーム〜) | 4 декабря 2009 года |

## Манга
Манга-адаптация, раскадрованная Дайсукэ Фуруей и проиллюстрированная Хироси Хираокой, публиковалась в журнале Ultra Jump издательства Shueisha с 19 июня 2020 по 19 декабря 2020 года. Главы были собраны в двух танкобонах и выпущены 19 января 2021 года.